# Cratere Angioletta
Angioletta è un cratere sulla superficie di 4 Vesta.